# Françoise Audé
Pour les articles homonymes, voir Audé.
Françoise Audugé, dite Françoise Audé ou François Jeancolas-Audé, est une enseignante, militante et critique de cinéma française, née le 29 mai 1938 à Chalindrey et morte accidentellement le 3 janvier 2005 à Créteil.

## Biographie
Fille d'un couple d'instituteurs, enseignante après ses études à Dijon, Françoise Audé s'intéresse au cinéma par son engagement dans le mouvement des ciné-clubs au sein de la Fédération Jean-Vigo présidée par Jean Delmas. Elle collabore à la revue Jeune Cinéma — en même temps que son mari Jean-Pierre Jeancolas — à partir de 1968, puis à Positif à partir de 1977.
Militant pour que le cinéma entre dans les lycées, elle crée la section cinéma du lycée Léon-Blum de Créteil et elle préside l'Association nationale des enseignants et partenaires culturels des classes cinéma et audiovisuel.
Elle s'implique dans le développement des activités du Festival international de films de femmes de Créteil.
Elle meurt à Créteil après avoir été renversée par une voiture dans une rue de la ville.

## Publications
- Ciné-modèles, cinéma d'elles : situation des femmes dans le cinéma français 1956-1979, préface de Jacques Siclier, L'Âge d'homme, 1981.
- Cinéma d'elles 1981-2001 : situation des cinéastes femmes dans le cinéma français, L'Âge d'homme, 2002.